# Quốc kỳ ca Brasil
Quốc kỳ ca Brasil (tiếng Bồ Đào Nha: Hino à Bandeira Nacional hoặc gọi là "Quốc kỳ ca") là một bài hát yêu nước của Brasil dành riêng cho các Quốc kỳ Brasil.

## Lịch sử
Lời bài hát được viết bởi nhà thơ Olavo Bilac, và âm nhạc được sáng tác bởi Francisco Braga. Bài quốc ca được trình bày lần đầu tiên vào ngày 9 tháng 11 năm 1906 và ban đầu được dự định là một bản thay thế cho Quốc ca vào thời điểm đó.
Quốc ca (như tất cả các bài hát và bài hát yêu nước khác) đã được đánh giá cao trong quá khứ, đặc biệt là trong chế độ độc tài quân sự năm 1964, 191985, nhưng đã mất đi một số lời kêu gọi. Nó vẫn được thực hiện vào ngày 19 tháng 11 (Ngày Quốc kỳ), cũng như trong các nghi lễ thay thế Cờ.
Các nghi thức thay thế cờ (được tổ chức trong các tổ chức quân sự, trong trường học, v.v. và định kỳ tại Praça dos Três Poderes ở Brasília, thủ đô của Brasil, để thay thế lá cờ bay trên ghế của chính phủ Brasil), thường bao gồm Quốc ca được chơi trong khi cờ cũ được hạ xuống và Quốc ca được chơi trong khi cờ mới được giương lên. Trong trường hợp Cờ hiển thị vĩnh viễn (những nơi luôn hiển thị Quốc kỳ mà không bị gián đoạn tối thiểu), chẳng hạn như trường hợp Cờ đã nói ở trên trong Praça dos Três Poderes, cờ mới được đưa lên trước, trong khi Quốc ca được chơi và chỉ sau đó cờ cũ được hạ xuống, trong khi Quốc ca được hát.

## Lời ca
| Lời tiếng Bồ Đào Nha | Lời tiếng Việt |
| --- | --- |
| 1. Salve, lindo pendão da esperança!Salve, símbolo augusto da paz!Tua nobre presença à lembrançaA grandeza da Pátria nos traz.Điệp khúcRecebe o afeto que se encerraEm nosso peito juvenil,Querido símbolo da terra,Da amada terra do Brasil!2. Em teu seio formoso retratasEste céu de puríssimo azul,A verdura sem par destas matas,E o esplendor do Cruzeiro do Sul.(Điệp khúc)3. Contemplando o teu vulto sagrado,Compreendemos o nosso dever,E o Brasil por seus filhos amado,Poderoso e feliz há de ser!(Điệp khúc)4. Sobre a imensa nação brasileira,Nos momentos de festa ou de dor,Paira sempre, sagrada bandeira,Pavilhão da justiça e do amor!(Điệp khúc) | 1. Kính chào, biểu tượng quý giá của hy vọng!Kính chào, biểu tượng của hòa bình!Sự cao quý của bạn trong tâm trí của chúng taThe greatness of our motherland does bring.Điệp khúcLấy tình cảm kèm theoTrong ngực trẻ trung của chúng tôi,Kính gửi biểu tượng của đấtCủa vùng đất Brasil yêu dấu!2. Trong bức chân dung của bạnBầu trời màu xanh tinh khiết nhất này,Màu xanh vô song của những khu rừng này,Và sự huy hoàng của Nam Thập Tự.(Điệp khúc)3. Nhìn thấy bóng tối thiêng liêng của bạn,Chúng tôi hiểu nhiệm vụ của mình,Và Brasil, được yêu thích bởi những đứa trẻ của nó,Mạnh mẽ và hạnh phúc!(Điệp khúc)4. Trên đất nước Brasil rộng lớn,Trong thời gian hạnh phúc hay đau buồn,Di chuột luôn, o cờ thiêng,Gian hàng của công lý và tình yêu!(Điệp khúc) |

## Phương tiện nghe
- Trục trặc khi nghe? Xem hướng dẫn.